# إيرني وولف
إيرني وولف (بالإنجليزية: Ernie Wolf)‏ هو لاعب كرة قاعدة أمريكي، ولد في 2 فبراير 1889 في نيوآرك في الولايات المتحدة، وتوفي في 23 مايو 1964 في أتلانتيك هايلاندس في الولايات المتحدة.

## وصلات خارجية
- إيرني وولف على موقعبيزبول رفرنس.كوم (الدوري الرئيسي) (الإنجليزية)
- إيرني وولف على موقعبيزبول رفرنس.كوم (الدوري الثانوي) (الإنجليزية)